# SuperPokal Slovenije 2015
SuperPokal Slovenije 2015 bo odigran že enajstič od njegove ustanovitve. Tekma med NK Maribor in FC Koper se bo odigrala 5. julija 2015 na Stadionu Bonifika v Kopru, ki ga je z žrebom določila NZS.
Mariborčani, aktualni prvaki PrveLige so v zadnjih letih absoluten vladar superpokala, saj bodo naskakovali že svoj četrti zaporedni in skupno peti naslov. V zadnjih treh tekmah superpokala so dvakrat premagali Olimpijo, lansko leto pa še Gorico. So tudi najuspešnejši klub tega tekmovanja.
Koprčani, aktualni prvaki Pokala Slovenije, so v superpokalu doslej zaigrali dvakrat, leta 2007 so izgubili z Domžalami, z nazivom zmagovalcev superpokala pa so se okitili leta 2010, ko so po 11-metrovkah premagali prav Maribor.

## Podrobnosti tekme
| 5 julij 2015 | Koper      | v | Maribor | Stadion: Stadion Bonifika, Koper |
| 5 julij 2015 | [Poročilo] |   |         | Stadion: Stadion Bonifika, Koper |

## Povezave
- Slovenski nogometni portal
- Uradna stran NZS